# Internet das biocoisas
O conceito de internet das Bio-Nano Coisas (Internet of Bio-Nano Things - IoBNT) representa um novo paradigma de tecnologia da informação que utiliza ferramentas de áreas como a biologia sintética e a nanotecnologia aplicadas a dispositivos de computação. Baseadas em células biológicas e suas funcionalidades no domínio bioquímico, Bio-Nano Coisas são uma tendência para muitas aplicações, tais como sensoreamento interno do corpo humano, controle ambiental de agentes tóxicos e poluição.

## História em Internet das Coisas
A internet das coisas (Internet of Things - IoT) define um paradigma físico, onde todos os tipos de elementos físicos do mundo real (sensores, atuadores, dispositivos eletrônicos pessoais, entre outros) são conectados e capazes de interagir autonomicamente um com o outro. Esta forma de conexão está disponível para várias aplicações, tais como projeto de Cidades Inteligentes (Smart Cities), transporte inteligente, gerenciamento de infra-estrutura, sistemas de saúde e implantações de larga escala. Na agricultura, por exemplo, sensores podem ser usados para monitorar temperatura do ar, do solo, velocidade do vento, umidade, radiação solar, probabilidade de chuva, umidade das folhas e coloração das frutas 
O conceito de IoT tem sido proposto por novas fontes de pesquisa feitas no campo da nanotecnologia e engenharia da computação, permitindo o desenvolver dispositivos de computação incorporados em rede, baseados em nanomateriais tais como grafeno ou metamateriais, sendo medidos em um intervalo de um a poucos nanômetros, chamados Nano Coisas (Nanothings).
A IoNT (Internet of Nano-Things) opera através de duas grandes áreas de comunicação: nano-comunicações eletromagnéticas e comunicação molecular. Um exemplo de comunicação molecular, tem-se as nanomáquinas que funcionam como remetentes. Estes podem codificar a informação em moléculas de informação (por exemplo, DNA, proteínas ou peptídios), que pode ser transmitida dentro de um componente de DNA. Isso permite a criação de sistemas de comunicação e de redes, usando componentes e processos que são encontrados na natureza biológica. Suas possibilidades são muitas particularmente para o setor de saúde.

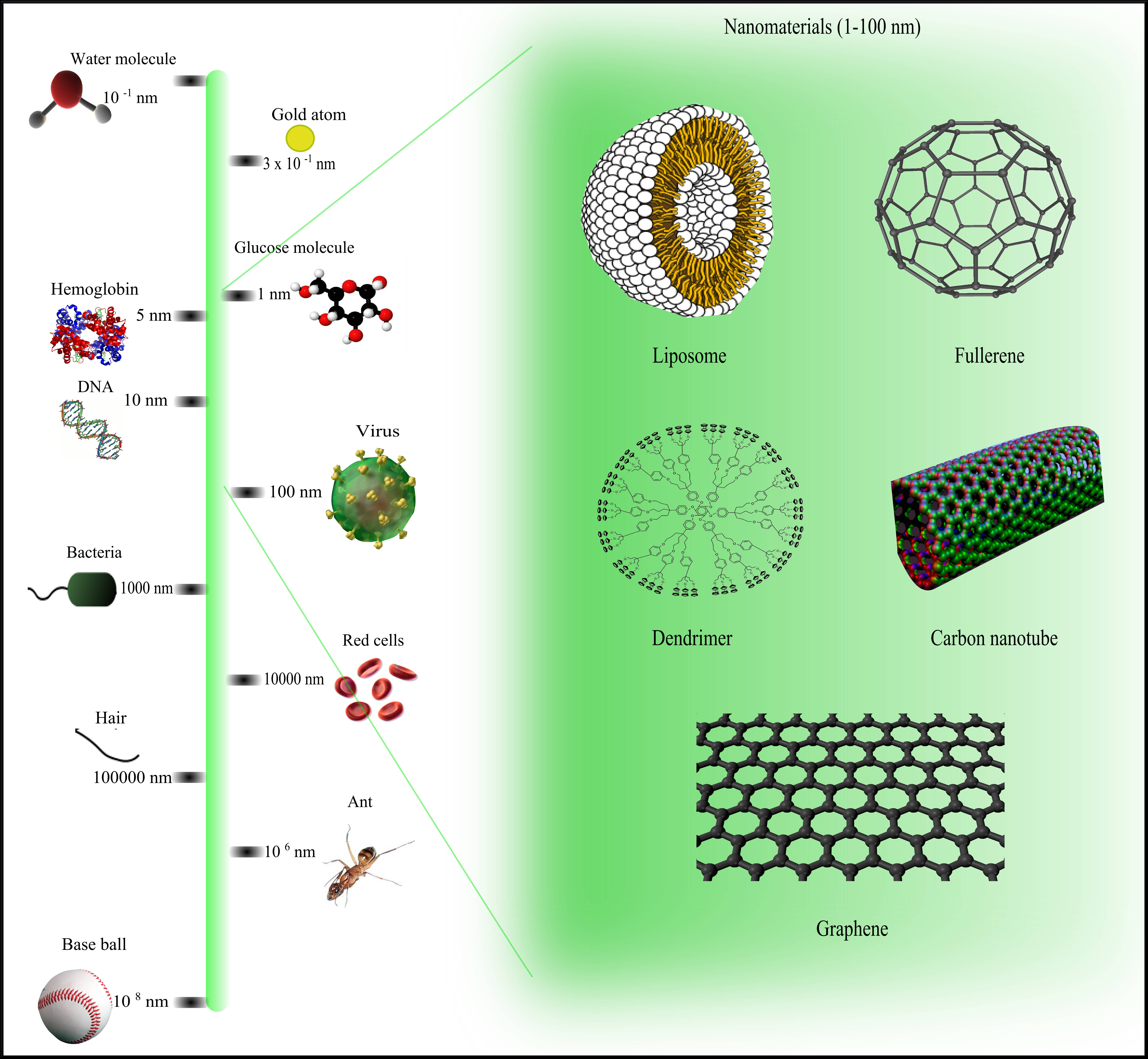
Comparação de tamanho entre nanomateriais

A internet das nanocoisas é proposta como a base para diversas aplicações na indústria militar e na área de segurança e saúde, onde as nanocoisas podem ser facilmente ocultadas, implantadas e dispersas no ambiente, chegando a atuar cooperativamente no sensoreando e processando de informações, através da rede.

## Bio-Nano Coisas
Desde que células são baseadas em moléculas biológicas e interações com reações químicas, o conceito de internet das bio-nanocoisas refere-se a um paradigma composto por vários campos de conhecimento, tais como comunicação e engenharia de rede. A execução das instruções baseada no DNA, os processos bioquímicos dos dados, a transformação da energia química, a troca de informação através da transmissão e recepção entre moléculas em comunicação formam uma base para aplicações fornecidas pela IoBNT. Essas aplicações consistem em sensoreamento e atuação interna no corpo, onde bio-nanocoisas dentro do corpo humano coletam informações a respeito de órgãos ou componentes internos e transmitem informação pela internet a um sistema externo que analisará os dados.

## Comunicação de Bio-Nano Coisas
Com a IoBNT, biocoisas devem interagir comunicando-se umas com as outras trocando informações, como por exemplo sincronização de sinal, valor de parâmetros físicos e químicos sensíveis, resultados de operações lógicas, e um conjunto de instruções e comandos. Um dos maiores desafios é entender como soluções naturais podem ser controladas, modificadas, ou refeitas com processo de engenharia para transmissão de informação que pode ser de diferentes formas. Bio-nano coisas devem se comunicar não somente uma com a outra como também interagir em rede através do contato com a internet. Uma das principais limitações deste paradigma está na integração do domínio elétrico da internet e do domínio bioquímico das redes IoBNT o que contrasta com a criação de interconexão entre o ciberuniverso e o ambiente biológico.

## Tecnologias e mudanças
O campo da biologia sintética fornece ferramentas para controlar, reusar e modificar as funções e estruturas das células. Neste contexto, células artificiais englobam menos funcionalidades e componentes estruturais em relação a células naturais, encapsulando elementos necessários inseridos em membranas sintéticas. Células artificiais podem conter informação genética presente numa célula biológica, com todas as funções de síntese, tradução e replicação, além de todas as moléculas e estruturas especializadas nos processos biológicos. Essa tecnologia tem sido aplicada com sucesso na entrega de medicamentos, na terapia genética e na produção de células sanguíneas artificiais, sendo esperado futuramente a entrega de substratos para a biologia sintética com um comportamento mais previsível.
Um dos maiores desafios encontrados pela IoBNT consiste na regulação de componentes no ciberuniverso. No domínio biológico, a difusão de moléculas, a quimiotaxia de bactérias, e o suporte a filamentos de motores moleculares que seguem padrões de comportamentos aleatórios no movimento entre a origem e o destino. Essas e outras peculiaridades, tal como o comportamento não-linear de muitos fenômenos bioquímicos tornam tal processo desafiador em utilizar tecnologias clássicas para regular o acesso a bio-nanocoisas de compartilhar mídias, tal como fluidos, encaminhamento de bio-coisas e o mecanismo de roteamento da informação, os quais são aspectos básicos importantes para rede de computadores.
Em relação a segurança, o conceito de IoBNT pode trazer sérias consequências caso seu uso tenha finalizada maliciosa. Um novo tipo de terrorismo, que Ian F. Akyildiz cita como terrorismo bio-cyber, poderia efetivamente retirar vantagem de diversas oportunidades oferecidas pela IoBNT para controlar e interagir com o ambiente biológico. Por exemplo, bio-coisas poderiam ser usadas para acessar o corpo humano e ainda roubar informações pessoais relacionadas a saúde, ou então criar uma nova doença. Além disso, novos tipos de viroses poderiam ser criadas para hackear componentes implantados no corpo. Pesquisas no campo da IoBNT devem relacionar necessariamente estes problemas de métodos de garantia de segurança aplicados a redes de computadores atuais com soluções de segurança desenvolvidas para uma evolução natural, tal como o sistema imunológico do ser humano.
Em se tratando da visão de "todas as coisas conectadas", um objetivo maior consiste em interconectar os paradigmas de IoBNT e IoNT ao paradigma de Internet das Coisas. Há o desafio de incorporar dispositivos em nanoescala à enorme quantidade de informação que será emergida, representando desafios de elevar o gerenciamento de dados no contexto Big Data a um novo nível. Em consonância com o aumento da quantidade de dados, novos serviços precisarão ser projetados para mapear semanticamente diversos tipos de dados que IoBNT e IoNT irão fornecer à internet das coisas. Um novo serviço de descoberta de soluções também ser requisitado para busca profunda dentro de ambientes biológicos e interagir com entidades biológicas modificadas para atuar ou coletar informações.

## Interface biocibernética
Uma interface biocibernética é caracterizada como um conjunto de processos necessários para traduzir informação do universo bioquímico das bio-coisas para o domínio da internet, os quais podem ser baseados em comunicação de circuitos elétricos ou eletromagnéticos. Uma das principais mudanças neste contexto diz respeito à possibilidade de leitura de características moleculares de forma precisa, onde a informação é codificada, e posteriormente traduzir essa informação em parâmetros eletromagnéticos. Uma possível solução consiste em atuar com sensores químicos e biológicos habilitados pela nanotecnologia. Estes sensores são em geral compostos de material caracterizado por propriedades elétricas e eletromagnéticas que podem ser alteradas pela presença de moléculas, tal como receptores biológicos conectando-se com moléculas.
No entanto, um desafio reside na capacidade para produzir energia suficiente para o transmissor sem fio emitir ondas eletromagnéticas que podem propagar através da membrana celular artificial. Ao mesmo tempo, também são necessárias abordagens para coletar energia para a unidade de transmissor a partir de dentro da célula. Outra alternativa é a de por o domínio elétrico na interface física entre o meio biológico e o ambiente externo, como uma pele para aplicações IoBNT intra-corpo. Nesse sentido, tatuagens eletrônicas, semelhantes às baseadas na tecnologia de rádio freqüência identificação (RFID), os quais permitem usuários autenticar dispositivos dentro do alcance, poderia incorporar uma interface biocibernética capaz de captar bioinformação química a partir de células da epiderme, glândulas sudoríparas, ou terminações nervosas e realizar comunicação sem fio para dispositivos eletrônicos vizinhos.

## Nanotecnologias promissoras
A nanotecnologia é uma dos maiores desenvolvimentos da ciência e recentes avanços nessa campo tem revelado que soluções a nível nanoscópico podem ser trazidas para o domínio da IoT. Uma lista dessas possíveis tecnologias pode ser vista abaixo 

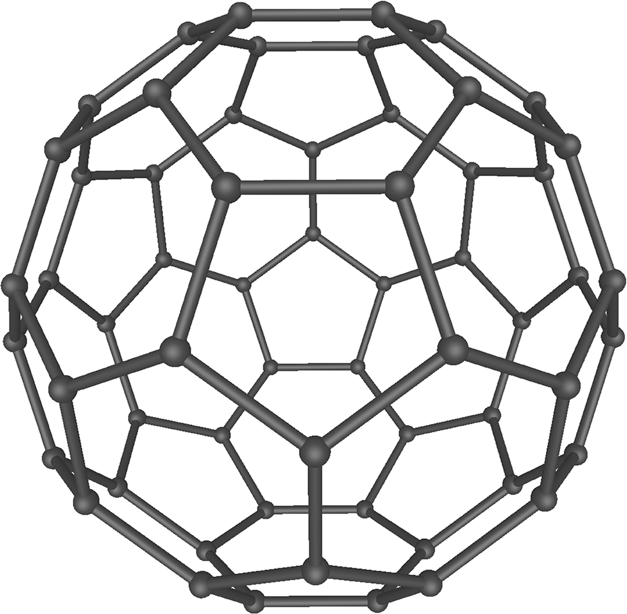
Estrutura de carbono C60a, também conhecida como fulereno. Aplicações em nanotubos de carbono

| Tecnologia              | Descrição | Aplicações                                                                      |
| ----------------------- | --- | ------------------------------------------------------------------------------- |
| Nanotubos de carbono    | Nanotubos consistem de tecnologias com o tamanho do diâmetro na proporção de 132.000.000:1 e devem ser usadas na luta contra o câncer e na criação de músculos artificiais | Luta contra o câncer e músculos artificiais                                     |
| Eletrônicos esticáveis  | Consiste em dispositivos eletrônicos com a capacidade de ser flexível e resistente. Materiais como silicone e ouro são usados para fornecer a flexibilidade e a condução elétrica sendo que o ouro tem a propriedade de se alongar até duas vezes o seu tamanho sem perder a propriedade condutora                                | Celulares resistentes e flexíveis, aparelhos hospitalares e demais dispositivos |
| Plástico reconstituível | Plástico com a capacidade de se auto-reconstituir após sua estrutura ser quebrada ou modificada. Mudanças na temperatura, pH do material ou quando exposto a luz devem permitir a recomposição do objeto | Carros, aviões e dispotivos do cotidiano                                        |
| Nano-nós                | São nanomáquinas com a capacidade de realizar computação simples, mas pode ser usado no futuro para prover conexão entre objetos e pessoas com a internet. Devido a memória limitada, os nano nós se conectam a uma distância limitada, sendo preciso nano-roteadores e nano-links para estabelecer a comunicação dos componentes | Qualquer tipo de objeto ou dispositivo                                          |